# Klaus-Rüdiger Landowsky

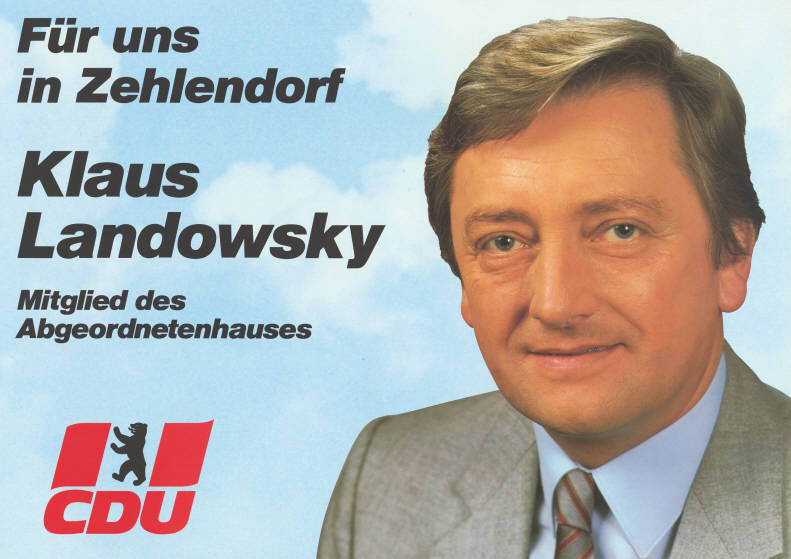
Wahlplakat 1990

Klaus-Rüdiger Landowsky (* 21. Juli 1942 in Berlin), kurz auch Klaus Landowsky, ist ein deutscher Jurist und Politiker (CDU). Er war von 1975 bis 2001 Mitglied des Abgeordnetenhauses von Berlin. Von 1991 an war er zusätzlich Vorsitzender der CDU-Fraktion im Berliner Abgeordnetenhaus, bis er im Mai 2001 im Zuge des Berliner Bankenskandals zurücktrat.

## Leben
Aufgewachsen in Berlin-Neukölln, studierte Klaus Landowsky nach dem Abitur 1962 Jura an der Freien Universität Berlin, wo er den späteren Regierenden Bürgermeister Eberhard Diepgen kennenlernte, mit dem ihn seitdem eine enge persönliche und politische Weggemeinschaft verbindet. Beide waren Teil der sogenannten K-Gruppe in der Berliner CDU. Während des Studiums trat er der Sängerschaft Borussia Berlin bei, deren Alter Herr er heute noch ist. Nach dem zweiten Staatsexamen 1972 begann er zuerst als Vorstandsassistent, dann bis 1978 als Justiziar der Berliner Pfandbrief-Bank (heute Berlin Hyp). Seit April 1978 war er Vorstandsmitglied dieser Bank und seit August 1978 zugleich Vorstandsmitglied der Wohnungsbau-Kreditanstalt Berlin (heute Investitionsbank Berlin). Neben seiner beruflichen Tätigkeit ist er u. a. Mitglied im Neuen Berliner Kunstverein.
Klaus Landowsky ist evangelisch, hatte 1966 Karin Jungas geheiratet und hat zwei Kinder.

## Berliner Bankenskandal 2001

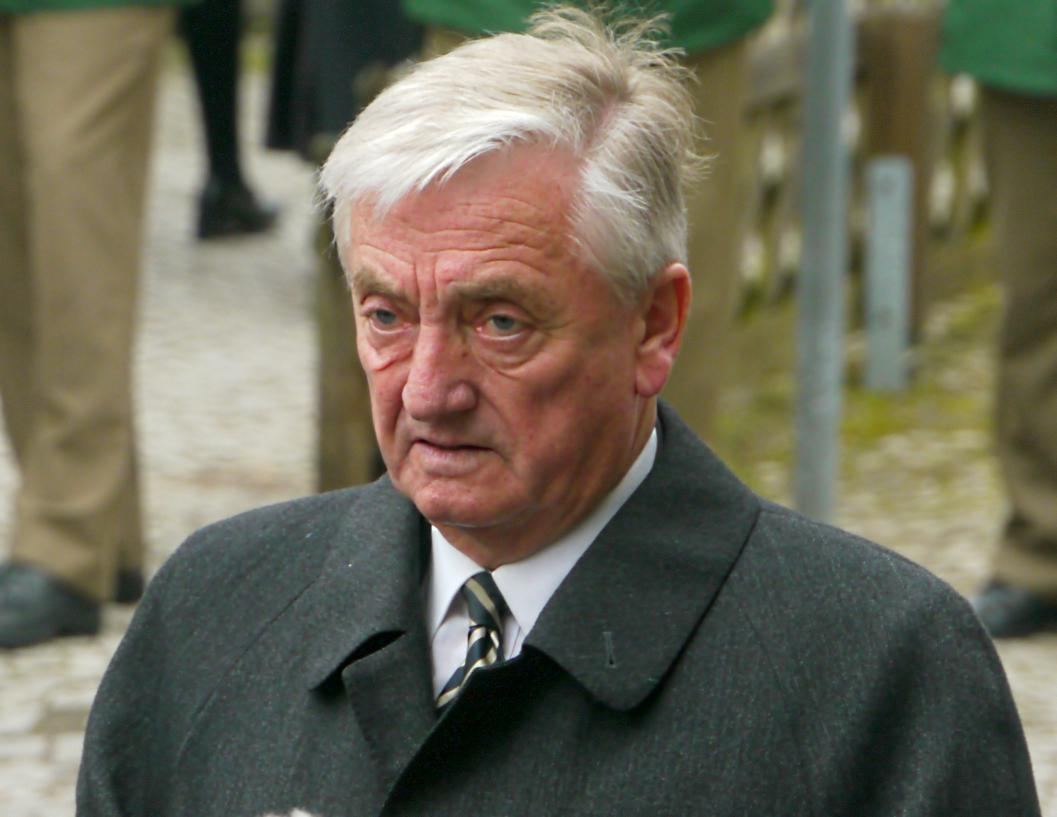
Klaus-Rüdiger Landowsky 2010

1993 wurde er Vorstandsvorsitzender der neu geschaffenen Berliner Hypotheken- und Pfandbriefbank AG (Berlin Hyp). Dies blieb er bis zu seinem Ausscheiden im Zuge des Berliner Bankenskandals 2001. Eine zivilrechtliche Schadenersatzklage der Bankgesellschaft Berlin gegen den früheren Manager der Berlin Hyp wurde im September 2003 abgewiesen. Das Gericht stellte fest, dass Landowsky kein Fehlverhalten nachgewiesen werden kann. Seit dem 29. Juli 2005 lief ein Strafprozess, in dem Landowsky neben zwölf weiteren Angeklagten vorgeworfen wurde, durch ungesicherte Kreditvergabe an die AUBIS-Gruppe für Plattenbauten zwischen Mai 1996 und September 1997 das Vermögen der Bank gefährdet zu haben. Am 21. März 2007 wurde Landowsky vom Landgericht Berlin zu einer Bewährungsstrafe von einem Jahr und vier Monaten wegen Untreue bei der Vergabe von Millionenkrediten verurteilt. Die Revision gegen das Urteil vor dem Bundesgerichtshof blieb erfolglos. Auf die Verfassungsbeschwerde Landowskys hob das Bundesverfassungsgericht mit Beschluss vom 23. Juni 2010 das Urteil des Landgerichts Berlin und den Beschluss des Bundesgerichtshofs auf und verwies die Sache zur erneuten Verhandlung an das Landgericht Berlin zurück. Die Verfassungsrichter hatten in der Entscheidung die Voraussetzungen einer strafrechtlichen Verurteilung wegen Untreue bei der Kreditvergabe verschärft, zugleich aber die unzureichende Ermittlung des Schadens durch das Landgericht bemängelt. Das Landgericht Berlin stellte am 23. Dezember 2014 das Verfahren mit Zustimmung der Staatsanwaltschaft auf Kosten der Staatskasse ein.
In einem weiteren Verfahren wurde Landowsky wegen Untreue im Zusammenhang mit der Auflage von Immobilienfonds angeklagt. Das 2009 vor dem Landgericht Berlin eröffnete Verfahren endete am 14. Februar 2011 mit einem Freispruch, da nach Ansicht des Gerichts die Untreue nicht ausreichend nachgewiesen werden konnte. Als Grund dafür wurde genannt, dass für eine Verurteilung zur Untreue ein konkreter Schaden für die Berlin Hyp zum Tatzeitpunkt bekannt gewesen sein müsse (unabhängig davon, wie hoch der Schaden später wurde), dies aber nicht nachweisbar sei. Die Staatsanwaltschaft legte Revision gegen das Urteil ein, die jedoch vom Bundesgerichtshof zurückgewiesen wurde.
Damit war nach über 13 Jahren die rechtliche Aufarbeitung der Bankenaffäre ohne eine Verurteilung Landowskys abgeschlossen.

## Politik
Landowsky trat im Jahr 1961 der CDU bei. Von 1975 bis 2001 war er Mitglied des Abgeordnetenhauses von Berlin. In dieser Zeit war er in den Jahren 1981 bis 1990 als stellvertretender und von 1991 bis 2001 als CDU-Fraktionsvorsitzender im Parlament tätig. Zudem übernahm er von 1985 bis 1991 die Aufgabe des Generalsekretärs der Berliner CDU. Im Rahmen der Bankenaffäre musste er zunächst den Vorstandsvorsitz der Berlin Hyp aufgeben. Kurz danach musste er auch den Fraktionsvorsitz an Frank Steffel abgeben. Als Ausgleich wurde er Stellvertretender Vorsitzender der CDU Berlin; im Laufe des Zerfalls der Regierungskoalition mit der SPD gab er aber auch dieses Amt nach kurzer Zeit wieder ab. Bei der Neuwahl des Abgeordnetenhauses 2001 kandidierte Landowsky nicht wieder für das Parlament.
Im Rahmen seiner Arbeit als Abgeordneter war er Mitglied des SFB-Rundfunkrates.

## Auszeichnungen
- Bundesverdienstkreuz 1987
- Bundesverdienstkreuz 1. Klasse 1992[9]
- Großes Bundesverdienstkreuz 1998[10]